# Anyphops lycosiformis
Anyphops lycosiformis is een spinnensoort uit de familie van de Selenopidae.
De wetenschappelijke naam van de soort werd in 1937 als Selenops lycosiformis gepubliceerd door Reginald Frederick Lawrence.